# José Élber Pimentel da Silva
José Élber Pimentel da Silva (Passo de Camaragibe, 27 de mayo de 1992), más conocido como Élber, es un futbolista brasileño que juega como delantero para el Kashima Antlers de la J1 League.

## Trayectoria

### Cruzeiro
Emergiendo como una gran promesa en Cruzeiro, tuvo un excelente tiempo en la base del club, siendo uno de los pilares del equipo que conquistó invicto el Campeonato Brasileño Sub-20 de 2010. Logró ascender al equipo principal en el final de la temporada 2011. Jugó 31 partidos y marcó dos goles, uno contra Náutico en la 21.ª ronda del Campeonato Brasileño 2012 y otro contra Fluminense en la 37.ª ronda.
Fue transferido a Coritiba, en la segunda mitad de 2014, donde no tuvo muchas oportunidades. Después permaneció en Cruzeiro, pero nunca como titular.

### Sport
El 6 de enero de 2015 se confirmó el préstamo a Sport Recife por un año. Élber jugó el Campeonato Pernambucano, ayudando al equipo a llegar a la semifinal ese año. Fue una clave absoluta en el Campeonato Brasileño 2015, donde participó en una de las mejores campañas en la historia del Sport en puntos.

### Bahía
El 26 de diciembre de 2017 firmó un contrato de tres años con el E. C. Bahia.

## Clubes
| Club                    | País   | Año       |
| ----------------------- | ------ | --------- |
| Cruzeiro E. C.          | Brasil | 2011-2014 |
| → Coritiba (cedido)     | Brasil | 2014      |
| Cruzeiro E. C.          | Brasil | 2014      |
| → Sport Recife (cedido) | Brasil | 2015      |
| Cruzeiro E. C.          | Brasil | 2016-2018 |
| E. C. Bahia             | Brasil | 2018-2021 |
| Yokohama F. Marinos     | Japón  | 2021-2025 |
| Kashima Antlers         | Japón  | 2025-act. |

## Palmarés

### Campeonatos nacionales
| Título             | Club                | País   | Año  |
| ------------------ | ------------------- | ------ | ---- |
| Serie A de Brasil  | Cruzeiro E. C.      | Brasil | 2013 |
| Copa de Brasil     | Cruzeiro E. C.      | Brasil | 2017 |
| J1 League          | Yokohama F. Marinos | Japón  | 2022 |
| Supercopa de Japón | Yokohama F. Marinos | Japón  | 2023 |

### Campeonatos estatales
| Título             | Club           | Estado       | Año  |
| ------------------ | -------------- | ------------ | ---- |
| Campeonato Mineiro | Cruzeiro E. C. | Minas Gerais | 2014 |
| Campeonato Baiano  | E. C. Bahia    | Bahía        | 2018 |
| Campeonato Baiano  | E. C. Bahia    | Bahía        | 2019 |